# A SIDE SPLIT Vol.2 〜water field〜
『A SIDE SPLIT Vol.2 〜water field〜』（ア・サイド・スプリット・ヴォリューム・ツー・ウォーター・フィールド）は、シュノーケル・BOO BEE BENZ・People In The Box・ANATAKIKOUのスプリット・シングル。2008年8月6日にSME Recordsより発売された。

## 解説
SME RecordsとJUNK MUSEUM（avex）の2社による共同企画商品シリーズ「A SIDE SPLIT」シリーズの第2弾。第1弾にあたる『A SIDE SPLIT Vol.1 〜grass field〜』と同時発売だが、本作は同シリーズでは唯一となるメジャーレーベルのSME Recordsからの発売である。当時シングル作品を発売していなかったPeople In The Boxにとっては初のシングル作品となる。
第2弾である本作にはシュノーケル、BOO BEE BENZ、People In The Box、ANATAKIKOUの新曲がそれぞれ1曲ずつ収録されている。
第3弾『A SIDE SPLIT Vol.3 〜snow field〜』には、本作と同じアーティストが参加している。

## 収録曲
| #         | タイトル                               | 作詞・作曲                                       | 編曲                    | 時間  |
| --------- | -------------------------------------- | ------------------------------------------------ | ----------------------- | ----- |
| 1.        | 「ラプソディ」(シュノーケル)           | 西村晋弥                                         | シュノーケル 上田ケンジ | 4:31  |
| 2.        | 「here」(BOO BEE BENZ)                 | 竹内雄彦                                         | BOO BEE BENZ 渡辺善太郎 | 5:39  |
| 3.        | 「ユリイカ」(People In The Box)        | - 波多野裕文（作詞） - People In The Box（作曲） | People In The Box       | 2:54  |
| 4.        | 「イメージはとっても大事」(ANATAKIKOU) | 松浦正樹                                         | ANATAKIKOU              | 4:13  |
| 合計時間: | 合計時間:                              | 合計時間:                                        | 合計時間:               | 17:17 |

## 曲の解説
1. ラプソディ / シュノーケル
シュノーケルのライブツアー「EQ Tour」で先行披露された楽曲[2]。
ベスト・アルバム『Best+』でアルバム初収録となったが、オリジナル・アルバムには未収録となっている。
2. here / BOO BEE BENZ
アルバム未収録。
3. ユリイカ / People In The Box
People In The Boxの3rdシングル『Lost Tapes』にリレコーディングした音源が収録されているが、現在も本作に収録されている音源はPeople In The Box関連の作品に収録されていない。
4. イメージはとっても大事 / ANATAKIKOU
アルバム未収録。

## ライブ映像作品
ラプソディ
- popcorn labyrinth（特典DVD）

ユリイカ
- Cut Four